# إبراء (مسيحية)

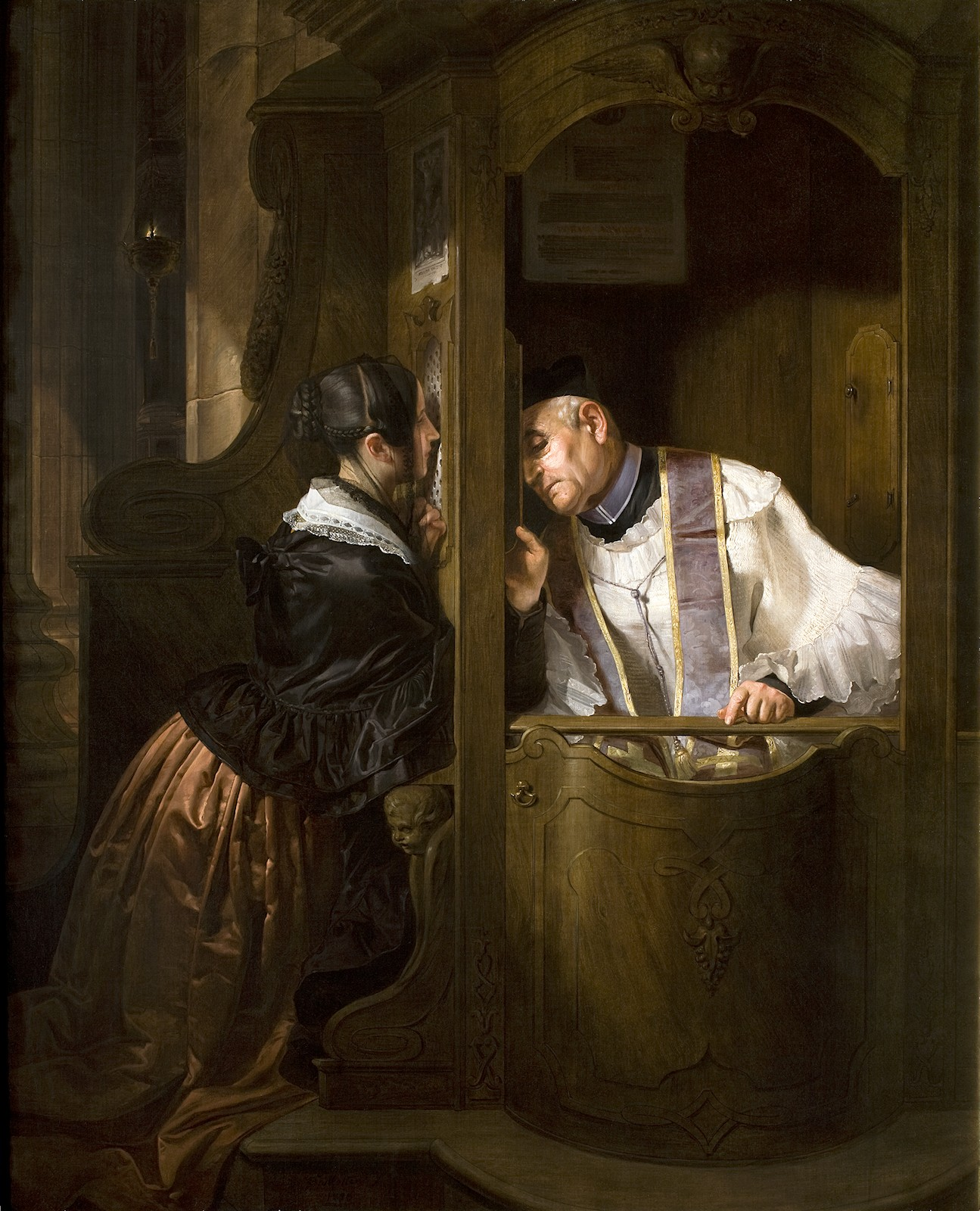
لوحة اعتراف لجوزيبي مُلتيني ، 1838

الإبراء هو مصطلح لاهوتي للغفران الذي يمنحه القسيسون المرسومون ويختبره التائبون المسيحيون. إنها سمة عالمية للكنائس التاريخية في العالم المسيحي مع من أن اللاهوت وممارسة الغفران يختلفان بين الطوائف المسيحية.